# Cristian Daminuță
Cristian Alexandru Daminuță (n. 15 februarie 1990, Timișoara, România) este un fotbalist român care evoluează pe postul de mijlocaș defensiv.

## Cariera la club
Cristian Daminuță este mijlocaș defensiv și a debutat în Divizia A în sezonul 2005-2006, la Politehnica Timișoara, într-un meci împotriva echipei Dinamo București.
În 2008 el s-a transferat la campioana Italiei, Inter Milano, unde a jucat la echipa de tineret a clubului. Pe 15 iulie 2009, atât Modena cât și Internazionale au confirmat că Daminuță va petrece sezonul 2008-2009 sub formă de împrumut la Modena. Și-a făcut debutul în Serie B pe 11 septembrie 2008, când a intrat pe teren în minutul 89. În 2010 a revenit în România, sub formă de împrumut la Dinamo București, pentru care însă a evoluat în doar două meciuri, în returul sezonului 2009-2010 din Liga I. Pe 12 iulie 2010 Daminuță a semnat un contract pe cinci ani cu AC Milan, fiind transferat de la Inter Milano contra sumei de cinci milioane de euro. Din 2010, de când l-a cumpărat, Milan l-a împrumutat pe Daminuță pe rând la L'Aquila, FC Tiraspol, ACS Poli Timișoara și FC Viitorul Voluntari.